# Jean-Pierre Gaban
Jean-Pierre Gaban, né le 30 août 1937, est un pilote automobile belge de courses de côte, de rallyes, et de compétitions sur circuits pour voitures de sport, durant la années 1960 et 1970.

## Biographie
Sa carrière en course s'étale de 1962 (Tour de France automobile) à 1977 (6 Heures d'Hockenheim), presque exclusivement sur Porsche (à de très rares exceptions près, comme à Spa en 1964 et 1966).
Il devient Champion de Belgique de course de côte en 1966 (victoires à Fléron, La Roche, Alle-sur-Semois, Houyet et Namur -la citadelle-), ainsi que vice-champion de Belgique des voitures de tourisme en 1969 (victoire au Grand Prix des Frontières de Chimay).
Il termine également deuxième du rallye de La Baule en 1966 avec Christian Delferrier pour copilote, remporte le rallye des Routes du Nord la saison suivante avec Noël van Assche (alias "Pedro"), et finit quatrième la même année du rallye Lyon-Charbonnières (avec Jean-Marie Jacquemin).
Après avoir été deuxième du National Zolder en 1966 puis avoir remporté les 24 Heures de Spa en 1967 avec Noël van Assche, il participe à quatre reprises consécutives aux 24 Heures du Mans de 1968 (vainqueur de catégorie Grand Tourisme avec Roger Vanderschrick, ainsi que la saison suivante avec Yves Deprez) à 1971, terminant 10e  en 1969 (12e en 1968).
Il est le père de Pascal Gaban, le Champion du Monde des rallyes des voitures de Production 1988.
Après sa carrière de pilote, Jean-Pierre Gaban s'est fait connaître en tant que préparateur de voitures de compétition - surtout les Porsche 911 en rallyes - et a acquis une très flatteuse réputation en la matière. À son palmarès de préparateur, on relève : victoire au Rallye du Condroz 1980 avec Jean-Louis Dumont; deux succès avec Marc Duez en 1981. Puis, une période faste, couronnée par trois titres de Champion de Belgique des rallyes internationaux consécutifs, avec Marc Duez (1982) puis Patrick Snijers (1983 et 1984) et de très nombreuses victoires. Ensuite, c'est son fils Pascal qui impose la Porsche 911 en championnat de Belgique des rallyes nationaux, à deux reprises en 1985 et 1986. Enfin, toujours avec Pascal au volant, il prépare la Mazda 323 4 roues motrices pour deux saisons, avec en point d'orgue le titre de Champion du Monde en Groupe N.